# Зайончково (Підляське воєводство)
Зайончково (пол. Zajączkowo) — село в Польщі, у гміні Бакалажево Сувальського повіту Підляського воєводства.
Населення — 131 особа (2011).
У 1975-1998 роках село належало до Сувальського воєводства.

## Демографія
Демографічна структура станом на 31 березня 2011 року:
|          | Загалом | Допрацездатний вік | Працездатний вік | Постпрацездатний вік |
| -------- | ------- | ------------------ | ---------------- | -------------------- |
| Чоловіки | 70      | 17                 | 45               | 8                    |
| Жінки    | 61      | 14                 | 32               | 15                   |
| Разом    | 131     | 31                 | 77               | 23                   |